# Amadou Gakou

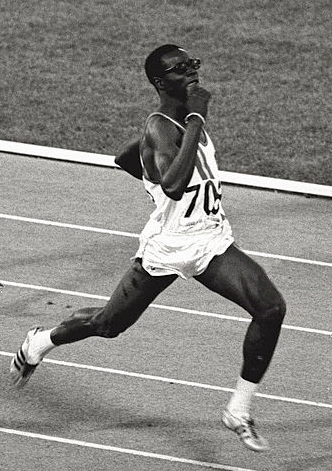
Amadou Gakou bei den Olympischen Spielen 1968

Amadou Gakou (* 25. März 1940 in Dakar) ist ein ehemaliger senegalesischer Sprinter, der sich auf den 400-Meter-Lauf spezialisiert hatte.
Bei den Olympischen Spielen 1964 in Tokio schied er über 400 m im Vorlauf aus. 1965 gewann er bei den Afrikaspielen in Brazzaville Bronze über diese Distanz.
Bei den Olympischen Spielen 1968 in Mexiko-Stadt wurde er über 400 m Vierter in 45,01 s, ein nationaler Rekord, der 2020 immer noch ungebrochen ist. In der 4-mal-400-Meter-Staffel schied er im Vorlauf aus.
1972 erreichte er bei den Olympischen Spielen in München über 400 m das Viertelfinale.